# Vícemil
Vícemil település Csehországban, a Jindřichův Hradec-i járásban. Vícemil Deštná, Pluhův Žďár és Chotěmice településekkel határos. Lakosainak száma 73 fő (2024. január 1.).

## Népesség
A település lakosságának változását az alábbi diagram mutatja:
| Lakosok száma | 163  | 147  | 117  | 88   | 107  | 93   | 73   | 79   | 78   | 73   |
|               | 1869 | 1890 | 1921 | 1950 | 1980 | 2001 | 2017 | 2019 | 2022 | 2024 |